# Christentum in Mauretanien
Das Christentum in Mauretanien ist eine Minderheitsreligion gegenüber dem vorherrschenden Islam; fast alle Einwohner der Islamischen Republik Mauretanien sind Sunniten.
Etwa 0,26 % der Bevölkerung Mauretaniens sind katholische Christen. Kirchen stehen in Nouakchott, Atar, Zouérate, Nouadhibou und Rosso. Es besteht das Bistum Nouakchott. 
Daneben gibt es noch marginalere christliche Gemeinden anderer christlicher Konfessionen.
Die meisten Christen in Mauretanien sind Migranten aus der Subshara.

## Lage der Christen
Es gibt zwar Gesetze, die die Religionsfreiheit garantieren, jedoch sind Christen diversen Einschränkungen ausgesetzt. So sind die Verteilung nichtislamischen religiösen Materials, die Missionierung von Muslimen und der Übertritt vom Islam zu anderen Religionen (vgl. Apostasie im Islam) verboten. Es gibt auch Fälle der Belästigung von Christen. Keine einzige christliche Organisation ist offiziell anerkannt und christliche Radioprogramme sind verboten. Nach Angaben der Organisation Open Doors ist das Ausmaß der Diskriminierung und Verfolgung von Christen in Mauretanien sehr hoch.